# Giuseppe Costa
Giuseppe Costa (Napoli, 6 aprile 1852 – Napoli, 9 febbraio 1912) è stato un pittore italiano.

## Biografia
A Chieti, dove si era trasferita la sua famiglia, seguì corsi privati di pittura e conobbe Francesco Paolo Michetti. Giuseppe Costa ha poi seguito corsi di pittura dell'Accademia di belle arti di Napoli, sotto la guida di Domenico Morelli. Grazie agli insegnamenti di Achille Talarico si è perfezionato nell'arte del ritratto. Si è distinto anche come pittore di scene di genere, con molte figure, ben calibrate negli spazi e dotate di forte espressività. Ha utilizzato una tavolozza ricca, mescolando la gamma dei grigi a colori più brillanti. Una sua nota dominante è l'uso della luce che dona fermo risalto agli elementi figurativi, creando ombre allungate.
Fu presente a varie mostre della Promotrice di Napoliː nel 1875 con Necessità e Modestia; nel 1876 con Costume napoletano e Un po' di buon umore anche contro tempo non fa male; nel 1881 con È pronto alla soma e nel 1885 con Ritratto del padre.
All'Esposizione nazionale di Milano del 1880 inviò Il regalo di Pasqua-costume napoletano. Ha dipinto il ritratto dell'ingegnere Astarita, presentato nel 1906 a Napoli.
Tra gli altri suoi dipinti: Due orfane, Distrazione, Dopo il lavoro, Amore innocente.

### Opere in musei e collezioni
- La famiglia del giocoliere, olio su tela, 103x65,5 cm, Galleria dell'Accademia (Napoli)[6]
- Dopo il lavoro, Roma, Dexia Crediop[7]